# Gaston Jean-Michel
Gaston Jean-Michel, né le 28 décembre 1911 à Fort-de-France (Martinique) et mort le 21 avril 2015 dans cette même ville, est un prélat catholique français, figure du catholicisme en Martinique. Fondateur de l'unique radio catholique de l'île, il est également à l'origine de l’Action catholique agricole.

## Biographie
Gaston Jean-Michel est né le 28 décembre 1911 à Fort-de-France (Martinique). Formé en Algérie au séminaire d'Alger, il est ordonné prêtre par Paul Lequien le 21 décembre 1935 en la cathédrale Saint Louis de Fort-de-France.
Nommé vicaire en 1936, il est dès 1937 nommé curé d'une paroisse. En 1967, il est directeur des œuvres, puis responsable des émissions radiotélévisées sur le service public. Prêtre dans le milieu rural, il est à l'origine de l’Action catholique agricole à la fin des années 1930 en créant la Jeunesse agricole catholique qui sera ensuite l'une des composantes du Mouvement rural de jeunesse chrétienne (MRJC).
Engagé pour répandre l’Évangile, il crée la Radio Saint-Louis en février 1982, unique radio catholique de l'île de la Martinique et travaille à son rayonnement pendant plus de 33 ans, notamment en y animant des émissions interactives.
Malgré son âge, il est ensuite aumônier des hôpitaux, puis aumônier de prison, mission qu’il exerce jusqu’à l’âge de 102 ans. En mars 2015, il accueille David Macaire, le nouvel archevêque du diocèse qu'il connaît depuis bien longtemps, l'ayant fait venir à Radio Saint Louis alors qu'il avait 19 ans après les Journées mondiales de la jeunesse de 1989 à Saint-Jacques-de-Compostelle.
Il meurt le 21 avril 2015, âgé de 103 ans, à l'hôpital Clarac de Fort-de-France, où il avait été admis la semaine précédente,. Il était alors le doyen du clergé martiniquais. Ses obsèques sont célébrées le 25 avril suivant, en la cathédrale Saint-Louis de Fort-de-France, par David Macaire. Il est ensuite inhumé au cimetière du Diamant, dont il était originaire.

## Distinction
Le 15 juin 2009, il est nommé prélat d’honneur de sa Sainteté, par le pape Benoît XVI, à Rome.

## Pour approfondir